# Россети Юг
ПАО «Россети Юг» — российская энергетическая компания, осуществляющая деятельность по передаче электроэнергии по электрическим сетям напряжением 110 кВ — 0,4 кВ, а также технологическому присоединению потребителей к электросетям на территории Астраханской, Волгоградской, Ростовской областей и Республики Калмыкия. Входит в группу компаний «Россети».
Полное юридическое наименование — Публичное акционерное общество «Россети Юг», сокращённое — ПАО «Россети Юг».

## История
Компания была создана и зарегистрирована юридически как открытое акционерное общество «МРСК Юга» 28 июня 2007 года в ходе разукрупнения межрегиональных распределительных сетевых компаний при реформировании РАО «ЕЭС России».
В 2008 году к ОАО «МРСК Юга» присоединились четыре сетевые компании: ОАО «Астраханьэнерго», ОАО «Волгоградэнерго», ОАО «Ростовэнерго», ОАО «Калмэнерго». В результате слияния ОАО «МРСК Юга» стала единым сетевым оператором. 
В 2010 году компания находилась в тяжелой ситуации. Это было связано с ростом задолженности потребителей перед поставщиком, а также с кредитами компании, на которые банки увеличили процентные ставки, а также снизился объем отпуска электроэнергии. К концу 2011 года МРСК Юга удалось переломить ситуации, рефинансировав кредиты, снизить операционные расходы. После убытков в 3 млрд рублей в 2010 году в 2011 году прибыль компании составила 117 млн рублей.
В 2012 году у предприятия сменился весь топ-менеджмент. Новое руководство продолжило курс по оптимизации расходов, а также вложило около 10 млрд рублей на модернизации сетей и станций. Все эти шаги предпринимались для того, чтобы повысить привлекательность на фондовом рынке и заработать репутацию высокоэффективным энергетическим комплексом.
Помимо этого в 2014 году в рамках инвестиционной программы были введены в эксплуатацию новые линии электропередач протяженностью 242 км.
С 2017 года компания стала исполнять функции гарантирующего поставщика электроэнергии в Элисте. В 2018 году одним из приоритетным направлением МРСК Юга стала цифровизация энергокомплекса. Она включает внедрение активно-адаптивных «умных электрических сетей» (Smart Grid), а также цифровых подстанций, — в первую очередь в Астраханской и Волгоградской областях. 
Цифровизация будет происходить постепенно, в три этапа. В первую очередь компания обновляет системы учёта связи, автоматизирует системы управления, затем внедрит искусственный интеллект. Так, в 2018 году 87 тысяч точек поставки электроэнергии было оборудовано автоматическими комплексами учёта. В 2020 году компания поменяла название с «МРСК Юга» на «Россети Юг».
В 2019 году выручка компании по-сравнению с 2018 годом выросла на 572 млн рублей и составила 37 млрд рублей. При этом предыдущий год компания закрыла с убытками в 3,2 млрд рублей. В 2018 году прибыль компании составляла 1,1 млрд рублей. Убытки в «Россети Юг» объяснили высокими долгами потребителей.

## Собственники и руководство

### Акционерный капитал
Уставный капитал ПАО «Россети Юг» составляет 8 203 959 542 (восемь миллиардов двести три миллиона девятьсот пятьдесят девять тысяч пятьсот сорок два) рубля 53 копейки. ПАО "Россети Юг" размещены обыкновенные акции одинаковой номинальной стоимостью 10 (Десять) копеек каждая в количестве  151 641 426 354,30  (Сто пятьдесят один миллиард шестьсот сорок один миллион четыреста двадцать шесть тысяч триста пятьдесят четыре целых тридцать сотых) штук на общую сумму по номинальной стоимости 15 164 142 635 (Пятнадцать миллиардов сто шестьдесят четыре миллиона сто сорок две тысячи шестьсот тридцать пять) рублей 43 копейки. 
Привилегированные акции Обществом не выпускались. 

Крупнейшим акционером ПАО «Россети Юг» на 5 мая 2020 года является ПАО «Россети» (84,12 %).

### Руководство
Генеральный директор компании — Алексей Рыбин. 
С 09 октября 2012 исполняющим обязанности генерального директора компании был Вашкевич Владимир Франтишкович. С 14 февраля 2013 года В.Ф.Вашкевич был назначен генеральным директором.
Генеральным директором компании с 8 июля 2010 по 08 октября 2012 являлся Архипов Сергей Александрович. Со дня основания Компании (28 июня 2007 года) по 7 июля 2010 года эту должность занимал Гаврилов Александр Ильич.

## Показатели деятельности
Краткая характеристика филиалов "Россети Юг" 
| №  | Показатель                            | ед. измер | Всего                                     | Астрахань энерго | Волгоград энерго | Калм энерго | Ростов энерго |  |  |  |  |  |  |  |  |  |
| -- | ------------------------------------- | --------- | ----------------------------------------- | ---------------- | ---------------- | ----------- | ------------- |  |  |  |  |  |  |  |  |  |
| №  | Показатель                            | ед. измер | Всего                                     | Астрахань энерго | Волгоград энерго | Калм энерго | Ростов энерго |  |  |  |  |  |  |  |  |  |
| 1  | Общая площадь региона                 | кв. км.   | 333 900                                   | 44 100           | 112 900          | 76 100      | 100 800       |  |  |  |  |  |  |  |  |  |
| 2  | Население региона                     | млн.      | 8,29                                      | 1,02             | 2,7              | 0,29        | 4,28          |  |  |  |  |  |  |  |  |  |
| 3  | Численность персонала филиалов        | чел.      | 14 148 (305 - ИА, 7 - ОАО "Кубаньэнерго") | 2257             | 4434             | 1259        | 5886          |  |  |  |  |  |  |  |  |  |
| 4  | Количество производственных отделений | шт.       | 14                                        | 0                | 6                | 0           | 8             |  |  |  |  |  |  |  |  |  |
| 5  | Количество РЭС                        | шт.       | 108                                       | 16               | 35               | 13          | 44            |  |  |  |  |  |  |  |  |  |
| 6  | Количество ПС 220 кВ                  | шт.       | 4                                         | 0                | 2                | 2           | 0             |  |  |  |  |  |  |  |  |  |
| 7  | Мощность ПС 220 кВ                    | МВА       | 516,50                                    | 0                | 126              | 390,5       | 0             |  |  |  |  |  |  |  |  |  |
| 8  | Количество ПС 110 кВ                  | шт.       | 640                                       | 90               | 260              | 48          | 242           |  |  |  |  |  |  |  |  |  |
| 9  | Мощность ПС 110 кВ                    | МВА       | 14 925,7                                  | 1 794,2          | 5 684,3          | 664,2       | 6 783         |  |  |  |  |  |  |  |  |  |
| 10 | Количество ПС 35 кВ                   | шт.       | 577                                       | 46               | 134              | 69          | 328           |  |  |  |  |  |  |  |  |  |
| 11 | Мощность ПС 35 кВ                     | МВА       | 3 281                                     | 367,5            | 787,5            | 205,5       | 1 920,5       |  |  |  |  |  |  |  |  |  |
| 12 | Протяженность ВЛ 220 кВ               | км        | 386,2                                     | 0                | 141              | 245,2       | 0             |  |  |  |  |  |  |  |  |  |
| 13 | Протяженность ВЛ 110 кВ.              | км        | 15 801,2                                  | 2 368,2          | 5 919,2          | 2 123,8     | 5 390         |  |  |  |  |  |  |  |  |  |
| 14 | Протяженность ВЛ 35 кВ.               | км.       | 11 575,4                                  | 653,9            | 2 782,8          | 1 953,7     | 6 185         |  |  |  |  |  |  |  |  |  |
| 15 | Протяженность                         | км.       | 2 177,03                                  | 1171,6           | 428,1            | 0,93        | 576,4         |  |  |  |  |  |  |  |  |  |
| 16 | Протяженность                         | км        | 127 457,7                                 | 16 152           | 35 764,6         | 15 212,1    | 60 329        |  |  |  |  |  |  |  |  |  |
| 17 | Количество ТП 6,10/0,4кВ              | шт.       | 30 077                                    | 3 520            | 9 887            | 3 210       | 13 460        |  |  |  |  |  |  |  |  |  |
| 18 | Мощность ТП 6,10/0,4кВ                | МВА       | 5 001,3                                   | 895,6            | 1 834,9          | 315,7       | 1955,1        |  |  |  |  |  |  |  |  |  |

## Структура
В настоящее время в «Россети Юг» входят 4 филиала:
- «Астраханьэнерго»,
- «Волгоградэнерго»,
- «Калмэнерго»,
- «Ростовэнерго».